# Into the Great Wide Yonder
Into the Great Wide Yonder er det andet studiealbum fra den danske elektroniske producer Trentemøller. Albummet blev udgivet den 31. maj 2010 på Anders Trentemøllers eget nystartede pladeselskab, In My Room. Albummet udgives på CD, begrænset CD med ekstra DVD-materiale og LP.
Den første single fra albummet er "Sycamore Feeling" og har danske Marie Fisker med på vokal. Singlen blev udgivet den 22. marts 2010.

## Trackliste
| #   | Titel                                     | Længde |
| --- | ----------------------------------------- | ------ |
| 1.  | "The Mash and the Furry"                  |        |
| 2.  | "Sycamore Feeling"                        |        |
| 3.  | "Past the Beginning of the End"           |        |
| 4.  | "Shades of Marble"                        |        |
| 5.  | "...Even Though You're With Another Girl" |        |
| 6.  | "Häxan"                                   |        |
| 7.  | "Metamorphis"                             |        |
| 8.  | "Silver Surfer, Ghost Rider Go!!!"        |        |
| 9.  | "Neverglade"                              |        |
| 10. | "Tide"                                    |        |